# Confrontation (Bob Marley & the Wailers)
Confrontation è un album del cantante reggae Bob Marley e del suo gruppo, The Wailers, pubblicato a maggio 1983, due anni dopo la morte dell'artista. È una raccolta di materiali inediti e di singoli mai diffusi in precedenza, registrati durante la vita di Bob Marley. La canzone più famosa dell'album è Buffalo Soldier.
Confrontation avrebbe dovuto essere, in teoria, il terzo disco di una trilogia comprendente Survival e Uprising, i due precedenti lavori di Marley, ma la sua morte per tumore nel 1981 impedì la conclusione del progetto e del terzo album rimase solo il titolo.
L'immagine nella cover dell'album è ispirata ad un manifesto britannico di propaganda della prima guerra mondiale intitolato "Britain needs you at once" che riprende l'iconografia di San Giorgio che uccide il drago.

## Tracce
Tutti i testi dei brani sono di Bob Marley, eccetto dove indicato.
Lato A
1. Chant Down Babylon
2. Buffalo Soldier (Bob Marley, Noel G. "King Sporty" Williams)
3. Jump Nyahbinghi
4. Mix Up, Mix Up
5. Give Thanks and Praise

Lato B
1. Blackman Redemption (Bob Marley, Lee Perry)
2. Trench Town
3. Stiff Necked Fools
4. I Know
5. Rastaman Live Up! (Bob Marley, Lee Perry)

## Classifiche
| Classifica (1983) | Posizione massima |
| ----------------- | ----------------- |
| Austria           | 18                |
| Francia           | 5                 |
| Germania          | 31                |
| Norvegia          | 12                |
| Nuova Zelanda     | 6                 |
| Paesi Bassi       | 26                |
| Regno Unito       | 5                 |
| Stati Uniti       | 55                |
| Stati Uniti (R&B) | 31                |
| Svezia            | 16                |